# دین و سیاست
در مبحث دین و سیاست ادعا شده است که دین «منبع و منشأ برخی از برجسته‌ترین تحرکات سیاسی دوران ما» بوده است.

## آموزه‌های سیاسی-مذهبی
آموزه‌های مختلف سیاسی مستقیماً تحت تأثیر ادیان قرار گرفته‌اند. رشته‌های مختلفی از اسلام سیاسی وجود دارد که بیشتر آن‌ها تحت اصطلاح اسلام‌گرایی قرار می‌گیرند. گراهام فولر در مورد مفهوم وسیع‌تری از اسلام‌گرایی به عنوان شکلی از سیاست هویت استدلال کرده که شامل «حمایت از هویت (مسلمانان)، اصالت، منطقه‌گرایی گسترده‌تر، احیاگری یا احیای مجدد جامعه است.» ایدئولوژی‌های مورد حمایت مدرنیسم اسلامی شامل سوسیالیسم اسلامی و پسااسلام‌گرایی است.
جنبش‌های سیاسی مسیحی از سوسیالیسم مسیحی، کمونیسم مسیحی و آنارشیسم مسیحی چپ، تا دموکراسی مسیحی در مرکز، به راست مسیحی متغیر است.
فراتر از ایدئولوژی‌های جهانی، ادیان نیز در سیاست‌های ملّی‌گرایانه نقش داشته‌اند. ناسیونالیسم هندو در جنبش هندوتوا وجود دارد. صهیونیسم دینی در پی ایجاد یک کشور یهودی مذهبی halachic است. جنبش خالستان هدفش ایجاد میهن برای سیک‌ها است.
شکل افراطی اقدام سیاسی دینی تروریسم مذهبی است. تروریسم اسلامی در اقدامات دولت اسلامی عراق و شام، بوکوحرام، طالبان، القاعده و همهٔ پارتیزان‌های جهادگرایی مشهود است. تروریسم مسیحی به خشونت ضد سقط جنین و برتری سفیدپوستان مرتبط بوده است. به عنوان مثال در جنبش هویت مسیحی. ترور زعفران هندوئیسم مرتبط با تروریسم را توصیف می‌کند. همچنین مواردی از تروریسم مذهبی یهودیان، مانند کشتار غار پیرغلامان و همچنین تروریسم سیک، مانند بمب‌گذاری در پرواز ۱۸۲ ایر ایندیا وجود داشته است.

## مسائل سیاسی-مذهبی
مسائل سیاسی-مذهبی ممکن است شامل موارد مربوط به آزادی دین، اعمال قوانین دینی و حق تعلیم و تربیت دینی باشد.

## دین و دولت
دولت‌ها نگرش‌های مختلفی را نسبت به ادیان اتخاذ کرده‌اند، از دین‌سالاری تا بی‌خدایی حکومتی.
حکومت دینی یا تئوکراسی «حکومتی با هدایت الهی یا مقاماتی است که به عنوان هدایت‌شدگان الهی در نظر گرفته می‌شوند.» نظام‌های مذهبی شناخته شدهٔ امروزی شامل جمهوری اسلامی ایران و سریر مقدس اند، در حالی که طالبان و دولت اسلامی شورشیانی هستند که سعی در ایجاد چنین سیاست‌هایی دارند. نمونه‌های تاریخی آن خلافت اسلامی و دولت‌های پاپی است.

نقشهٔ دولت‌ها با ادیان رسمی

نوع متوسط‌تر فعالیت دولت دینی، داشتن یک آیین دولتی رسمی است. این برخلاف یک حکومت دینی، برتری دولت را نسبت به مراجع دینی حفظ می‌کند. بیش از ۲۰٪ (در مجموع ۴۳) از کشورهای جهان دین دولتی دارند که بیشتر آن‌ها (۲۷ کشور) مسلمان هستند. همچنین ۱۳ کشور بودایی رسمی مانند بوتان وجود دارد، در حالی که کلیساهای دولتی در ۲۷ کشور وجود دارد.
برخلاف دولت‌های مذهبی، دولت‌های سکولار هیچ دینی را به رسمیت نمی‌شناسند. این غالباً اصل جدایی کلیسا و دولت نامیده می‌شود. نسخهٔ افراطی‌تر سکولاریسم، لائیسیته در فرانسه و ترکیه رواج دارد که تمام نشان‌ها و عبارات مذهبی را در بسیاری از زمینه‌های عمومی منع می‌کند.
برخی از دولت‌ها به صراحت خداناباور هستند، معمولاً آن‌هایی که توسط انقلاب تولید شده‌اند، مانند دولت‌های سوسیالیست یا جمهوری نخست فرانسه.
همچنین مواردی وجود داشته است که دولت‌ها دین مدنی خود را ایجاد می‌کنند، مانند کیش‌های امپریالیستی یا کیش عقل.

### مذهب در کشورهای دموکراتیک
در کشورهایی که نهادهای مذهبی مانند دیگر نهادها و سازمان‌های حقوقی اجازهٔ فعالیت و آزادی بیان دارند، گاهی اوقات تصمیم به مشارکت سیاسی می‌گیرند؛ امّا در آن صورت باید مثل دیگر نهادها و سازمان‌ها موفق به جذب نظر مردم شوند، یعنی معیار واقعی تصمیم‌گیری، رأی مردم است. اینکه نهادهای مذهبی چقدر در سیاست نقش بازی کنند تا حد زیادی وابسته به فرهنگ سیاسی هر کشوری دارد و موضوع ثابتی نیست، بلکه همیشه در حال تغییر و تحول است. برای مثال در بریتانیا سال‌هاست که دخالت دادن افکار مذهبی در سیاست مخالف عرف محسوب می‌شود. این در حالی است که این کشور همچنان کلیسای رسمی دارد و پادشاه یا ملکه آن، ریاست کلیسای انگلستان را نیز برعهده دارد و نظریهٔ سنتی «حق الهی پادشاهی» همچنان در آن نقش ایفا می‌کند، امّا پادشاه در عین حال فاقد قدرت اجرایی است و در عرصهٔ سیاست انتخاباتی حتی چهره‌هایی که اعتقادات مذهبی قوی‌ای دارند، معمولاً صحبتی از دین و مذهب نمی‌کنند. با این حال، بی‌خدا و بی‌دین بودن نیز در بریتانیا تابو نیست. فراتر از مواضع سیاستمداران، مذهبیون نیز در بریتانیا همانند دیگر گروه‌های اجتماعی آزادند تا در روندهای سیاسی مشارکت و از سیاست‌هایی که می‌خواهند دفاع کنند.
در ایالات متحده آمریکا که به مذهبی بودن مشهور است نیز این مردم هستند که رئیس‌جمهور و سایر مناصب را انتخاب می‌کنند و نهادهای مذهبی هم مثل سایر نهادها اجازهٔ مشارکت دارند. در عین حال، دین از کلیسا جداست و این موضوع از بنیان‌های اصلی نظام سیاسی آمریکا محسوب می‌شود. مذهبیون در آمریکا بلوک‌های رأی مهمی دارند.
جالب‌ترین نمونه رابطهٔ مذهب و دموکراسی در سوئد است. کشوری که نیمی از مردمش همچنان خود را عضو «کلیسای سوئد» می‌دانند. این کلیسای پروتستان از سال ۲۰۰۰ میلادی دیگر کلیسای رسمی دولتی نیست. تنها ۳ درصد از مردم سوئد مرتباً به کلیسا می‌روند؛ امّا در این کشور حتی تمامی مقامات کلیسا نیز در روندی دموکراتیک و با رأی اعضای کلیسا انتخاب می‌شوند؛ حتی احزاب سیاسی هم در این انتخابات‌های کلیسایی مشارکت دارند.
در نظام‌های دموکراتیک حق انتخاب حکام، امری الهی نیست و به مردم متکی است؛ مردمی که خود می‌توانند تصمیم بگیرند که پای صندوق‌های رأی بر اساس دین یا بی‌دینی تصمیم بگیرند یا بر هر اساس دیگری که خود می‌خواهند، سرنوشت خویش را تعیین کنند.

## دیدگاه‌ها دربارهٔ دخالت دین در سیاست
استدلال‌هایی در مخالفت با نقش دین در سیاست وجود داشته است. یاسمین علی باهای براون استدلال کرده است که ایمان و دولت باید از یکدیگر جدا باشند؛ زیرا شرورترین و ظالمانه‌ترین دولت‌های جهان، آنانی هستند که از خدا برای کنترل ذهن و اعمال جمعیت‌های خود استفاده می‌کنند؛ مانند نظام جمهوری اسلامی در ایران.